# 鄧尼根 (密蘇里州)
鄧尼根（英語：Dunnegan）是位於美國密蘇里州波爾克縣的非建制地區。

## 歷史
鄧尼根的郵局自1886年營運至今。

## 地理
鄧尼根所處的海拔為高於海平面285米（即935英呎），而該地所採用的時區為UTC-6，即北美中部時區（CST）。同時該地設有夏令時間，為UTC-6調快一小時，即UTC-5（CDT）。